# 超級英雄時間
《超級英雄時間》（スーパーヒーロータイム），簡稱為『SHT』，是由東映和朝日共同製作的特攝作品「假面騎士系列」和「超級戰隊系列」連播的時間。

## 歷史
1997年4月6日『電磁戰隊百萬連者』至第八話後從原本的每周五17:30，移動到每周日早上7:30播放，與當時每周日早上八點的『鐵甲小寶』成為早上7:30至8:30全一個小時的特攝連映。然後就在2000年1月30日同樣為早上8:00的『燃燒吧！！小露寶』結束後，由平成假面騎士系列新節目『假面騎士空我』接替。於是每周日早上的超級戰隊系列和假面騎士系列的兩大英雄的節目連續放映體制就此成型。進一步的在2003年9月28日『爆龍戰隊暴連者』、『假面騎士Faiz』播放的這天，東映和朝日將兩這兩大系列節目綜合在一個小時內放映的時間命名這定為『超級英雄時間』。
而原本『超級英雄時間』的口號設定只到2003年的12月底，直到2005年前的同一個時間並沒有規律的設定出現。
直到2005年的新節目『魔法戰隊魔法連者』開始才又開始使用『超級英雄時間』的設定，並且片頭都多了超級英雄時間（スーパーヒーロータイム）的字樣。
由於該時段的前面及後面接著都是朝日電視台的重要動畫時段，因此也會影響前後動畫的收視及發展。前面動畫時段7：00至7：30自1998年2月7日開始播放至2017年9月24日19年，其著名節目為Battle Spirits系列；後面動畫時段8：30至9：00從1984年10月7日開始至今己超過30年，其著名節目為光之美少女系列。以上時段在2007年3月4日至2011年1月30日期間被朝日電視台稱為『星期日上午兒童節目時段』。
2009年，因為「假面騎士DECADE」僅播出半年的緣故，使得超級英雄時間開始春季與秋季之區分（春季上檔新超級戰隊，秋季上檔新假面騎士）。
截至2017年9月的超級英雄時間為7:30至8:00時段播出「超級戰隊系列」，8:00至8:30播出「假面騎士系列」。
2017年10月1日起，超級英雄時間將會作出播放調動。9:00至9:30時段首先播出「假面騎士系列」，然後9:30至10:00時段播出「超級戰隊系列」，有別于以往「先戰隊後騎士」的播映時間。
不過因為光之美少女系列還是維持當前的8：30至9：00，但也會因為此變更也隨之產生收視上的改變。

## 編成
以下時間以當地播放日期與時間編成為準
- 09:00 - 09:30（前半段）… 假面騎士系列（現：假面騎士GAVV）
- 09:30 - 10:00（後半段）… 超級戰隊系列（現：第一戰隊豪獸者）

### 註解
1. ↑  由於新節目是5:50播至8:30，因此該時段節目不變。但是由此開始節目階段由原本維持近14年的的7:00動畫時段 → 超級戰隊 → 假面騎士 → 光之美少女 → 其他節目模式，變成了新節目 → 光之美少女 → 假面騎士 → 超級戰隊 → 其他節目，那麼收視效果也會改變。